# Communauté de communes Le Grand Charolais
La communauté de communes Le Grand Charolais  est une communauté de communes française, située dans les départements de Saône-et-Loire, en région Bourgogne-Franche-Comté, et de l'Allier, en région Auvergne-Rhône-Alpes.

## Historique
La communauté de communes est créée le 1er janvier 2017 par la fusion des anciennes communautés de communes de Digoin Val de Loire, de Paray-le-Monial et du Charolais, avec extension à la commune du Rousset-Marizy en vertu d'un arrêté des préfets de l'Allier et de Saône-et-Loire en date des 13 et 16 décembre 2016.

## Territoire communautaire

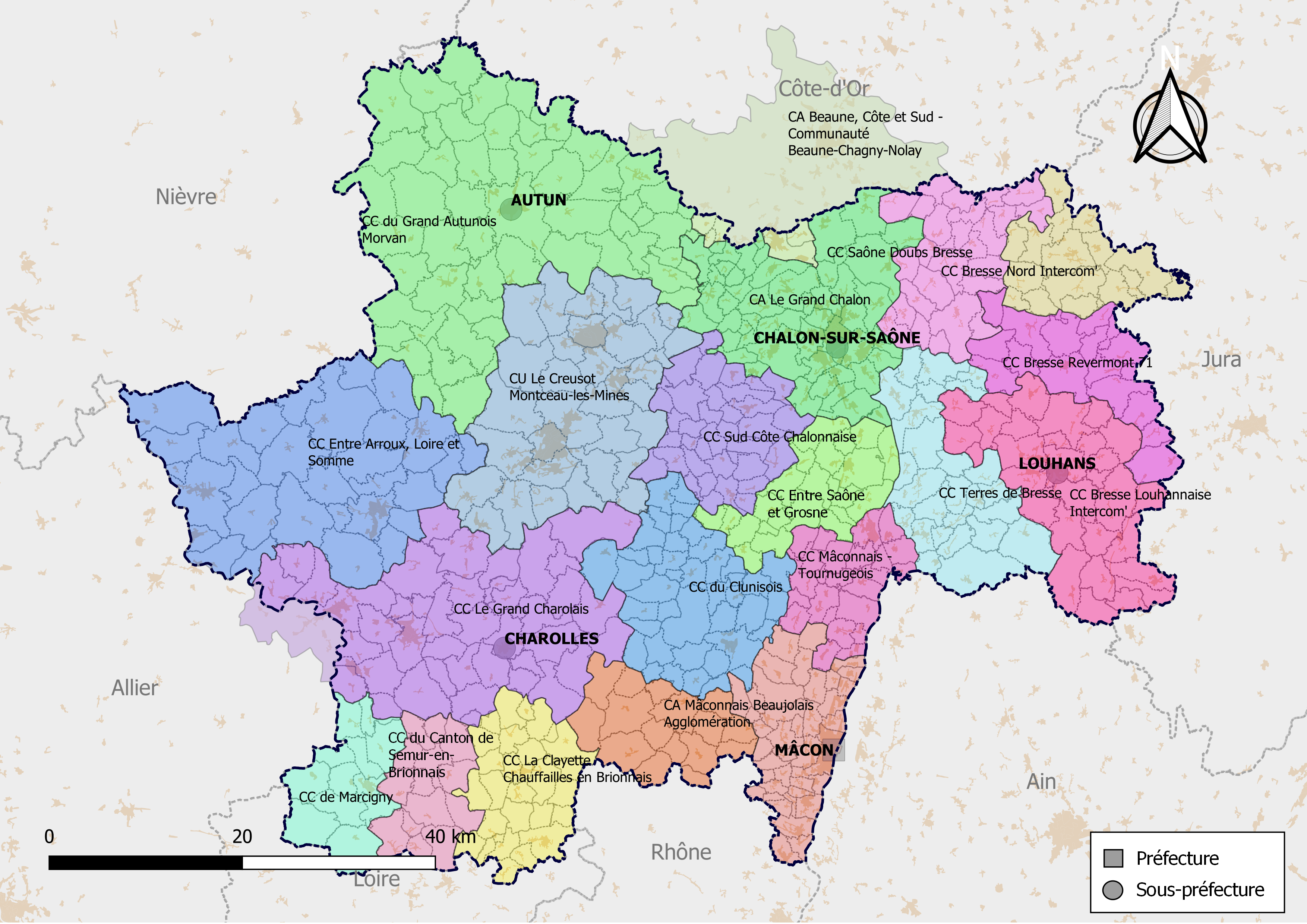
Carte des EPCI de Saône-et-Loire au 1er janvier 2019.

### Géographie
La communauté de communes du Grand Charolais se situe dans l'ouest du département de Saône-et-Loire, et comprend également trois communes du département voisin de l'Allier (Chassenard, Coulanges et Molinet). Elle s'étend entre les vallées de la Bourbince, de l'Arconce et de la Loire, au cœur du Charolais. Ses territoires sont desservis par la RN 79, dite RCEA.

### Composition
La communauté de communes est composée des 44 communes suivantes :

| Nom                           | Code Insee | Gentilé          | Superficie (km2) | Population (dernière pop. légale) | Densité (hab./km2) |
| ----------------------------- | ---------- | ---------------- | ---------------- | --------------------------------- | ------------------ |
| Paray-le-Monial (siège)       | 71342      | Parodiens        | 25,2             | 9 256 (2022)                      | 367                |
| Ballore                       | 71017      | Balloriens       | 10,75            | 90 (2022)                         | 8,4                |
| Baron                         | 71021      |                  | 13,29            | 279 (2022)                        | 21                 |
| Beaubery                      | 71025      | Beauberychons    | 22,98            | 361 (2022)                        | 16                 |
| Champlecy                     | 71082      |                  | 22,82            | 208 (2022)                        | 9,1                |
| Changy                        | 71086      |                  | 20,12            | 441 (2022)                        | 22                 |
| Charolles                     | 71106      | Charollais       | 19,98            | 2 789 (2022)                      | 140                |
| Chassenard                    | 03063      | Chassenardais    | 25,12            | 1 030 (2022)                      | 41                 |
| Coulanges                     | 03086      | Coulangeois      | 23,96            | 292 (2022)                        | 12                 |
| Digoin                        | 71176      | Digoinais        | 34,72            | 7 380 (2022)                      | 213                |
| Fontenay                      | 71203      |                  | 2,46             | 56 (2022)                         | 23                 |
| Grandvaux                     | 71224      | Grandvallois     | 6,18             | 86 (2022)                         | 14                 |
| Les Guerreaux                 | 71229      | Guerreausiens    | 20,01            | 227 (2022)                        | 11                 |
| Hautefond                     | 71232      |                  | 13,62            | 202 (2022)                        | 15                 |
| L'Hôpital-le-Mercier          | 71233      | Hospitois        | 16,47            | 301 (2022)                        | 18                 |
| Lugny-lès-Charolles           | 71268      |                  | 16,72            | 324 (2022)                        | 19                 |
| Marcilly-la-Gueurce           | 71276      | Marcilléens      | 11,08            | 135 (2022)                        | 12                 |
| Martigny-le-Comte             | 71285      |                  | 37,27            | 404 (2022)                        | 11                 |
| Molinet                       | 03173      | Molinetois       | 25,98            | 1 120 (2022)                      | 43                 |
| Mornay                        | 71323      | Mornaysiens      | 20,18            | 142 (2022)                        | 7                  |
| La Motte-Saint-Jean           | 71325      | Motois           | 21,32            | 1 186 (2022)                      | 56                 |
| Nochize                       | 71331      | Nochizois        | 11,07            | 101 (2022)                        | 9,1                |
| Oudry                         | 71334      | Uldiérois        | 20,78            | 384 (2022)                        | 18                 |
| Ozolles                       | 71339      | Ozollois         | 27,2             | 371 (2022)                        | 14                 |
| Palinges                      | 71340      | Palingeois       | 36,55            | 1 413 (2022)                      | 39                 |
| Poisson                       | 71354      | Possidéens       | 35,48            | 559 (2022)                        | 16                 |
| Prizy                         | 71361      |                  | 4,26             | 56 (2022)                         | 13                 |
| Le Rousset-Marizy             | 71279      |                  | 55,49            | 603 (2022)                        | 11                 |
| Saint-Agnan                   | 71382      |                  | 25,72            | 690 (2022)                        | 27                 |
| Saint-Aubin-en-Charollais     | 71388      |                  | 19,61            | 493 (2022)                        | 25                 |
| Saint-Bonnet-de-Joux          | 71394      | Bonnetois        | 29,43            | 797 (2022)                        | 27                 |
| Saint-Bonnet-de-Vieille-Vigne | 71395      |                  | 17,81            | 217 (2022)                        | 12                 |
| Saint-Julien-de-Civry         | 71433      |                  | 21,01            | 468 (2022)                        | 22                 |
| Saint-Léger-lès-Paray         | 71439      | Leodégariens     | 13,37            | 759 (2022)                        | 57                 |
| Saint-Vincent-Bragny          | 71490      | Bragnyvincentais | 41               | 997 (2022)                        | 24                 |
| Saint-Yan                     | 71491      |                  | 26,15            | 1 132 (2022)                      | 43                 |
| Suin                          | 71529      |                  | 21,98            | 274 (2022)                        | 12                 |
| Varenne-Saint-Germain         | 71557      |                  | 15,62            | 692 (2022)                        | 44                 |
| Vaudebarrier                  | 71562      |                  | 8                | 207 (2022)                        | 26                 |
| Vendenesse-lès-Charolles      | 71564      | Vendenessois     | 27,38            | 738 (2022)                        | 27                 |
| Versaugues                    | 71573      |                  | 10,86            | 191 (2022)                        | 18                 |
| Viry                          | 71586      |                  | 20,14            | 260 (2022)                        | 13                 |
| Vitry-en-Charollais           | 71588      | Vitriers         | 21,24            | 1 082 (2022)                      | 51                 |
| Volesvres                     | 71590      |                  | 21,53            | 661 (2022)                        | 31                 |

## Administration

### Siège
Le siège de la communauté de communes est situé provisoirement à Paray-le-Monial.

### Les élus
La communauté de communes est gérée par un conseil communautaire composé de 75 membres représentant chacune des communes membres et élus pour une durée de six ans.
| Nombre de délégués | Communes                                           |
| ------------------ | -------------------------------------------------- |
| 14                 | Paray-Le-Monial                                    |
| 13                 | Digoin                                             |
| 4                  | Charolles                                          |
| 2                  | Palinges, La Motte-Saint-Jean et Le Rousset-Marizy |
| 1                  | Chacune des autres communes.                       |

### Président et vice-présidents
Le premier conseil communautaire du 17 janvier 2017 a élu son président ainsi que quinze vice-présidents.
| Période         | Période         | Identité      | Étiquette         | Qualité                                                                                  |
| --------------- | --------------- | ------------- | ----------------- | ---------------------------------------------------------------------------------------- |
| 17 janvier 2017 | 9 novembre 2020 | Fabien Genet  | LR                | Maire de Digoin (2014 → 2020) Conseiller départemental du canton de Digoin (2015 → 2020) |
| 9 novembre 2020 | En cours        | Gérald Gordat | DVD puis Horizons | Adjoint au Maire de Charolles Conseiller régional de Bourgogne-Franche-Comté             |

#### Vice-présidents
|     | Attributions (depuis le 9/07/2020)                                                     | Identité           | Qualité                                                                    |
| --- | -------------------------------------------------------------------------------------- | ------------------ | -------------------------------------------------------------------------- |
| 1er | Aménagement du territoire, infrastructures, projets, THD, RCEA                         | André Accary       | Président du Conseil départemental de Saône-et-Loire                       |
| 2e  | Finances, budget                                                                       | Magali Ducroiset   | Adjointe au maire de Digoin                                                |
| 3e  | Administration générale, ressources humaines et mutualisations                         | Élisabeth Ponsot   | Maire de Saint-Yan                                                         |
| 4e  | Transitions environnementales, mobilité et Plan Climat Air Energie Territorial (PCAET) | Patrick Bouillon   | Maire de Lugny-Les-Charolles                                               |
| 5e  | Santé, accès aux soins hospitaliers et de ville                                        | Jean-Marc Nesme    | Maire de Paray-le-Monial                                                   |
| 6e  | Développement Touristique                                                              | Marie-France Mauny | Maire de Saint-Agnan, conseillère départemental de Saône-et-Loire          |
| 7e  | Voirie et développement rural                                                          | Christian Laroche  | Maire de Mornay                                                            |
| 8e  | Urbanisme et habitat                                                                   | Jacky Comte        | Maire de Saint-Vincent-Bragny                                              |
| 9e  | Développement économique et Attractivité                                               | Pierre Berthier    | Maire de Charolles, Vice-Président Conseil départemental de Saône-et-Loire |
| 10e | Mutations économiques et reconversion industrielle                                     | David Beme         | Maire de Digoin                                                            |
| 11e | Environnement, ordures ménagères, assainissement non collectif                         | Gilles Perrette    | Adjoint au Maire de Paray-le-Monial                                        |
| 12e | Agriculture et promotion des filières locales                                          | Philippe Dumoux    | Maire de Vaudebarrier                                                      |
| 13e | Communication                                                                          | Julien Gagliardi   | Adjoint au Maire de Digoin                                                 |
| 14e | Culture et école de musique intercommunale                                             | Bérénice Portier   | Adjointe au Maire de La Motte-Saint-Jean                                   |
| 15e | Petite enfance, jeunesse et sport                                                      | Catherine Clergué  | Adjointe au Maire de Paray-le-Monial                                       |

### Compétences
L'intercommunalité exerce des compétences qui lui sont déléguées par les communes membres, exercées auparavant par les anciennes communautés de communes. Elles concernent 4 domaines principaux :

#### L'aménagement du territoire
En matière d'urbanisme la communauté a la charge du plan d'urbanisme intercommunal et l'aménagement de l'espace.  Sa compétence porte également sur les voiries intercommunautaires.

#### Développement économique
Cette compétence recouvre les parcs d'activité industrielle et commerciale, la promotion du tourisme, les voies vertes et de randonnées.

#### Environnement
Les différents domaines concernés sont la collecte et le traitement des déchets des ménages, la gestion des milieux aquatiques, le contrôle de l'assainissement non collectif.

#### Services à la population
Ces services recouvrent l'action sociale d'intérêt communautaire, la politique de logement, les maisons de santé pluridisciplinaires, les équipements culturels et sportifs. 

#### Pays Charolais Brionnais
La Communauté de communes appartient au syndicat mixte Pays Charolais Brionnais qui intervient en particulier par le biais d un Contrat de Pays permettant de soutenir les porteurs de projet du territoire, des actions de développement culturel, touristique et patrimonial, et par le Schéma de cohérence territoriale.

### Régime fiscal et budget
Le budget de la communauté de communes est composé du budget principal et de huit budgets annexes : déchets ménagers, spanc, maison de santé de l'Arconce, office de tourisme, port de plaisance, Barberèche, Zac des Mûriers, Ligerval. Ensemble leur montant est de 36 880 930,64 € en fonctionnement 10 836 558,61 € en investissements pour l'année 2019.

### Sources
- Schéma départemental de coopération intercommunale - Préfecture de Saône-et-Loire